# Robinson Jeffers

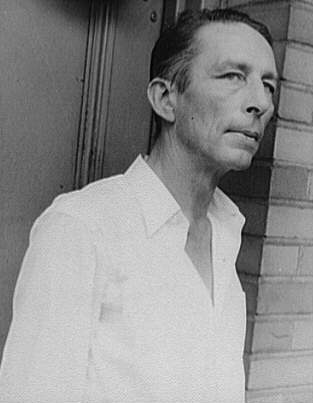
Robinson Jeffers 1937.
(Fotografie von Carl van Vechten)

John Robinson Jeffers (* 10. Januar 1887 in Allegheny, heute Pittsburgh, Pennsylvania; † 20. Januar 1962 in Carmel-by-the-Sea, Kalifornien) war ein US-amerikanischer Lyriker, Dramatiker und Naturphilosoph. Der im deutschsprachigen Raum weitgehend unbekannt gebliebene Autor wurde in den Vereinigten Staaten zu Lebzeiten als „bedeutendster Dichter des 20. Jahrhunderts“ gehandelt, geriet aber durch seine polarisierende, dem Humanismus abgewandte Haltung zunehmend in die öffentliche Kritik.

## Leben und Wirken

### Kindheit, Jugend und Studienjahre
John Robinson Jeffers war der Sohn des presbyterianischen Theologen Dr. William Hamilton Jeffers und der Annie Robinson Tuttle. Er hatte einen Bruder, Hamilton Jeffers, der ein bekannter Astronom am Lick-Observatorium wurde. Bereits als Kind interessierte sich Robinson Jeffers für das geschriebene Wort. Die Familie förderte seine literarischen Ambitionen: Er erhielt Unterricht in Griechisch, Hebräisch und Latein und wurde an Privatschulen in Deutschland und der Schweiz unterrichtet, wo er zusätzlich Deutsch und Französisch lernte und von Nietzsches und Freuds Schriften beeinflusst wurde. Mit 15 Jahren ging er an die University of Pennsylvania, wechselte aber bedingt durch den Umzug der Familie nach Los Angeles im folgenden Jahr an das Occidental College. Er wechselte mehrmals die Universitäten, studierte Astronomie, Geologie, Philologie, Philosophie und Theologie. 1906 nahm er ein Medizinstudium auf. In einem Literaturseminar lernte er im selben Jahr die bereits verheiratete Una Call Kuster kennen. Die beiden verliebten sich. 1910 brach Jeffers sein Studium ab und ging nach Washington, um Forstwirtschaft zu studieren. Ohne Abschluss kehrte er im Jahr darauf nach Los Angeles zurück und setzte die Liebesbeziehung zu Una Call Kuster fort. Als deren Mann, ein Anwalt, davon erfuhr, kam es darüber zu einem handfesten Skandal, der für eine Titelseite der Los Angeles Times reichte; schließlich wurde die Ehe geschieden. Robinson und Una heirateten 1913 und zogen im selben Jahr nach Carmel-by-the-Sea. Die beiden hatten 1914 eine Tochter, die nur einen Tag nach ihrer Geburt starb, und Zwillingssöhne, die 1916 geboren wurden.

### Tor House and Hawk Tower

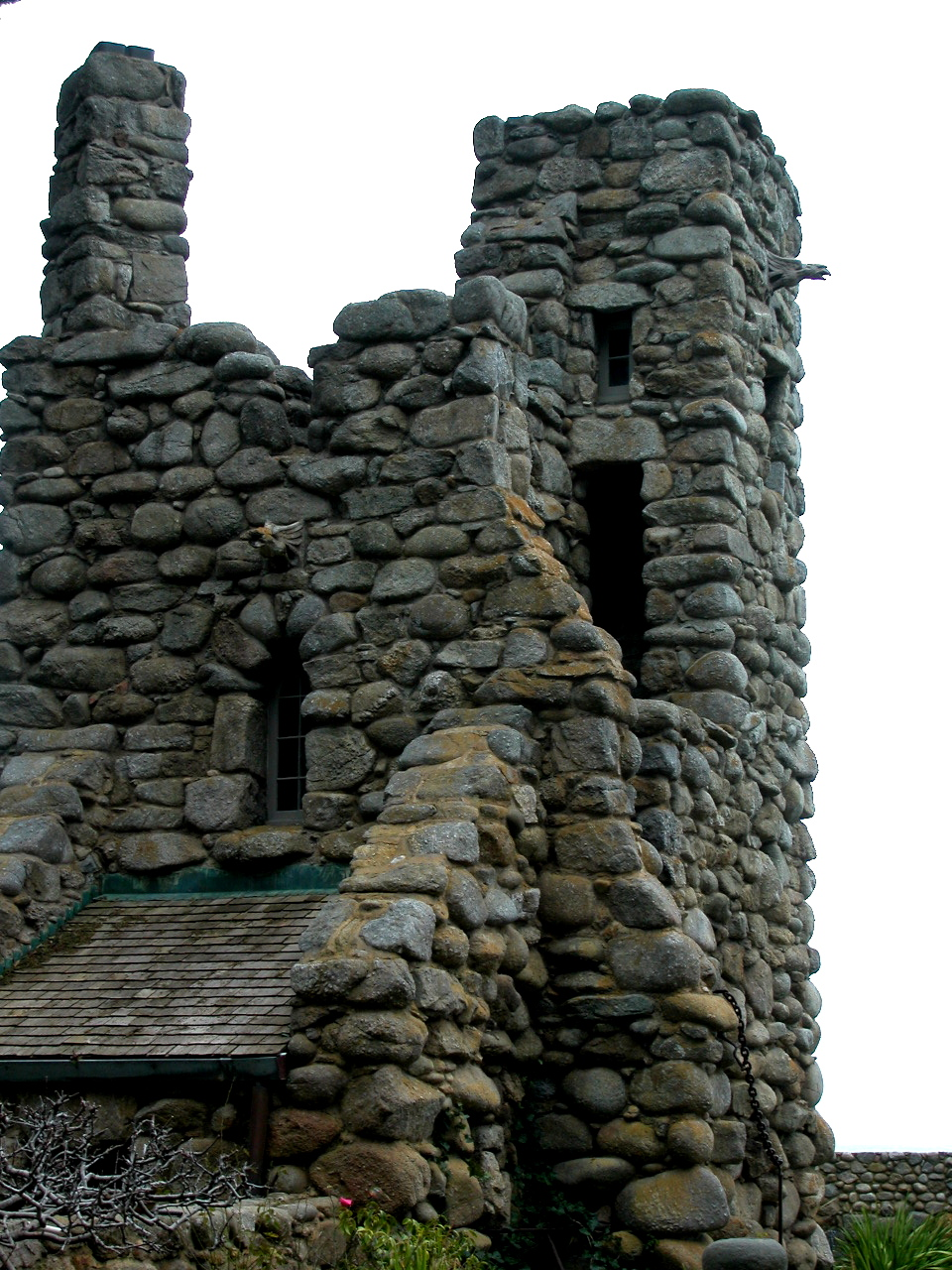
Tor House and Hawk Tower

Robinson Jeffers war fasziniert von der ursprünglichen, seinerzeit noch unberührten Landschaft der amerikanischen Westküste, die er mit Ithaka, der Heimat Homers und dessen Sagenwelt, der Ilias, verglich. Mit Hilfe einer Erbschaft erwarb er ein Stück Land in der damals kaum besiedelten Gegend des Monterey County, etwas südlich von Carmel. Sein Haus errichtete Jeffers mit Hilfe eines Baumeisters, der ihn zum Maurer und Steinmetz ausbildete, selbst. 1919 war es bezugsfertig. Jeffers nannte das aus Granitfelsen gebaute Wohnhaus Tor House in Anlehnung an den kornischen Begriff „Tor“, der erodierte Gesteinsformationen bezeichnet. In den Folgejahren forstete Jeffers den kargen Küstenstreifen mit Eukalyptusbäumen und Zypressen auf und begann außerdem einen ebenfalls aus Granitfelsen geschichteten vierstöckigen Turm, den er Hawk Tower nannte, neben dem Wohnhaus zu errichten. Robinson Jeffers arbeitete sein Leben lang an dem rustikalen Anwesen. Das Tor House und der Hawk Tower wurden in den 1950er und 1960er Jahren von Jeffers’ ältestem Sohn vollendet und später auf Initiative des befreundeten Fotografen Ansel Adams als Tor House Foundation unter Denkmalschutz gestellt.

### Literarische Erfolge
Obwohl Jeffers bereits 1912 seinen ersten Gedichtband Flagons and Apples veröffentlicht hatte, blieb der schriftstellerische Erfolg über die Folgejahre aus. Sein zweiter Gedichtband, Californians, erschien 1916. Erst 1924 erhielt seine Erzähldichtung Tamar Aufmerksamkeit. Das Buch wurde ein kommerzieller Erfolg und bedeutete für Jeffers den Beginn einer produktiven Schaffenszeit. In den Folgejahren entstanden die Gedichte Roan Stallion (1925), The Tower Beyond Tragedy (1926), The Woman at Point Sur (1927), Cawdor (1928) und Dear Judas (1929). Spätestens ab Mitte der 1920er Jahre galt Jeffers als renommierter Autor und genoss als „dichtender Naturbursche“ hohe Popularität. Schnell wurde er von seinen Landsleuten als „bedeutendster amerikanischer Dichter des 20. Jahrhunderts“ gehandelt, was ebenso rasche Anfeindungen der etablierten Schriftsteller und der Kritiker hervorrief, die den Stil einer verfeinerten Lyrik proklamierten, während sich Jeffers mit seiner realistischen Dichtkunst dem Zeitgeschmack widersetzte. Er polarisierte: Die einen verehrten ihn als naturphilosophischen Dichtergott, während ihn seine Gegner auf das Heftigste attackierten. Jeffers indes zeigte sich davon unberührt. Seine folgenden Veröffentlichungen festigten seinen Ruf; es erschienen Thurso’s Landing (1932), Such Counsels You Gave to Me (1937), Be Angry at the Sun (1941) und weitere Werke. 1937 wurde er in das National Institute of Arts and Letters gewählt.

### Jeffers’ „Inhumanismus“
Mit der Bearbeitung von Euripides’ Medea erzielte Jeffers 1948 einen Erfolg am Broadway. Die Rolle hatte er der Schauspielerin Judith Anderson auf den Leib geschrieben. Im selben Jahr erschien sein Werk The Double Axe, in dem er eine Geisteshaltung einführte, die er als „Inhumanismus“ bezeichnete. Entgegen dem etablierten Humanismus stellte Jeffers den Menschen nicht als Maß, sondern nur als Teil der Dinge dar und forderte im Vorwort des Buches dazu auf, „endlich erwachsen zu werden und sich nicht länger wie ein selbstbefangenes Kleinkind oder wie ein Geisteskranker aufzuführen.“ Für die amerikanische Öffentlichkeit, die sich durch den Sieg im Zweiten Weltkrieg in ihrem humanistischen Auftrag bestätigt und im Patriotismus gestärkt sah, war diese Aussage ein Affront. Jeffers’ eigener langjähriger Verlag distanzierte sich bereits in dem Werk von dem Autor und sollte ihn in zukünftigen Anthologien nicht mehr nennen.
1950 starb Jeffers’ Ehefrau Una an einer Krebserkrankung. Von dem Verlust schwer getroffen, setzte sich der Schriftsteller in der Folgezeit mit dem Tod auseinander; eine Thematik, die auch sein letztes zu Lebzeiten veröffentlichtes Werk Hungerfield von 1954 bestimmen sollte. Robinson Jeffers starb zehn Tage nach seinem 75. Geburtstag. Postum wurde ein Jahr später das unvollendet gebliebene Werk The Beginning and the End aus seinem Nachlass veröffentlicht.

## Bibliografie

### Veröffentlichungen (Auswahl)
- Flagons and Apples. Grafton, Los Angeles 1912.
- Californians. Macmillan, New York 1916.
- Tamar and Other Poems. Peter G. Boyle, New York 1924.
- Roan Stallion, Tamar and Other Poems. Boni & Liveright, London 1925; Hogarth, London 1928; Modern Library, New York 1935.
- The Woman at Point Sur. Boni & Liveright, New York 1927; New York : Liveright, 1977, ISBN 0-87140-626-8; The Point Alma Venus manuscripts : preliminary versions of The women at Point Sur by Robinson Jeffers ; edited by Tim Hunt & Robert Kafka, Stanford, California : Stanford University Press, 2021, ISBN 978-1-5036-2808-3
- Cawdor and Other Poems. H. Liveright, New York 1928; Hogarth, London 1930.
- Dear Judas and Other Poems. H. Liveright, New York 1929; Hogarth, London 1930.
- Thurso’s Landing and Other Poems. Liveright, New York 1932.
- Give Your Heart to the Hawks and Other Poems. Random House, New York 1933.
- Solstice and Other Poems. Random House, New York 1935.
- Such Counsels You Gave to Me and Other Poems. Random House, New York 1937.
- The Selected Poetry of Robinson Jeffers. Random House, New York 1938.
- Be Angry at the Sun. Random House, New York 1941.
- Medea: Freely Adapted from the 'Medea' of Euripides. Random House, New York 1946.
- The Double Axe and Other Poems. Random House, New York 1948.
- Hungerfield and Other Poems. Random House, New York 1954.

posthum
- The Beginning and the End and Other Poems. Random House, New York 1963.
- The Selected Poetry of Robinson Jeffers. 5-bändige Sammlung hrsg. von Tim Hunt, Stanford University Press, 2001, ISBN 0-8047-3890-4

Die umfangreichsten Sammlungen von Robinson Jeffers’ Manuskripten, Briefen und Aufzeichnungen befinden sich im Harry Ransom Humanities Research Center der University of Texas in Austin und in den Bibliotheken des Occidental College, der University of California und der Yale University.

### Deutsche Übersetzungen
- So war euer Rat und andere Gedichte, 2009, übersetzt und mit einem Vorwort von Matthias Falke
- Anfang und Ende und andere Gedichte, 2008, übersetzt und mit einem Vorwort von Matthias Falke
- Die Doppel-Axt und andere Gedichte, 2008, übersetzt und mit einem Vorwort von Matthias Falke
- Hungerfield und andere Gedichte, 2008, übersetzt und mit einem Vorwort von Matthias Falke
- Zürnt der Sonne und andere Gedichte, 2007, übersetzt und mit einem Vorwort von Matthias Falke
- Die Zeit, die da kommt. Übersetzt von Eva Hesse, Carl Hanser Verlag, 2008, ISBN 978-3-446-23008-8.
- Robinson Jeffers – Ausgewählte Gedichte. Übersetzt von Kai-Michael Gustmann, Regen-Buch, Leipzig 1997, ISBN 3-00-001363-6
- Robinson Jeffers: Gedichte. Deutsch mit einem Nachwort von Eva Hesse, Andreas-Haller-Verlag, Passau 1984
- Dramen: Die Quelle, Medea, die Frau aus Kreta. Übersetzt von Eva Hesse, Rowohlt, Reinbek 1960

### Sekundärliteratur
- James Karman: Robinson Jeffers: Poet of California. Story Line Press, 1994, ISBN 0-934257-58-2.
- James Karman: Robinson Jeffers : poet and prophet, Stanford, Calif. : Stanford Univ. Press, 2015, ISBN 978-0-8047-8963-9
- Botho Strauß: Jeffers-Akt I und II. Theaterstück als broschierte Ausgabe, Hanser, München 1998, ISBN 3-446-19528-9.
- Ulrich Horstmann: Jeffers-Meditationen oder die Poesie als Abwendungskunst, Mattes, Heidelberg 1998, ISBN 3-930978-10-5.
- Terry Beers: "... a thousand graceful subtleties." Rhetoric in the poetry of Robinson Jeffers. Lang, New York, Bern u. a. 1995, ISBN 0-8204-2592-3.
- Paweł Marcinkiewicz: The rhetoric of the city. Robinson Jeffers and A. R. Ammons, Lang, New York, Bern u. a. 2009, ISBN 978-3-631-59755-2.